# CELEBRATION DAY
「CELEBRATION DAY」（セレブレーション・デイ）は、ZIGGYの20枚目のシングル。2017年3月22日にSPACE SHOWER MUSICより発売された。

## 概要
- 2017年にメジャーデビュー30周年を迎え、3年振りに再始動。前作「NOW AND FOREVER」から10年ぶりの音源リリースとなる。
- BSスカパー!で放送の『FULL CHORUS 〜音楽は、フルコーラス〜』に出演し、「GLORIA」と「CELEBRATION DAY」の2曲を生演奏で披露した。
- レコーディングには森重樹一のソロ活動で[サポートを務めるカトウタロウ(Gt.)、清(Ba.)、満園英二(Dr.)、佐藤達哉(Key.)が参加。

## 収録曲
| #         | タイトル                   | 作詞      | 作曲      | 時間  |
| --------- | -------------------------- | --------- | --------- | ----- |
| 1.        | 「CELEBRATION DAY」        | 森重樹一  | 森重樹一  | 3:57  |
| 2.        | 「赤の残像」               | 森重樹一  | 森重樹一  | 3:31  |
| 3.        | 「静寂の音がただ青過ぎて」 | 森重樹一  | 森重樹一  | 4:03  |
| 合計時間: | 合計時間:                  | 合計時間: | 合計時間: | 11:31 |